# Hypoatherina crenolepis
Hypoatherina crenolepis is een  straalvinnige vissensoort uit de familie van koornaarvissen (Atherinidae). De wetenschappelijke naam van de soort is voor het eerst geldig gepubliceerd in 1953 door Schultz.
De soort staat op de Rode Lijst van de IUCN als Onzeker, beoordelingsjaar 2009.